# Willem van Gennep
Willem van Gennep (Gennep - Keulen, 15 september 1362) was aartsbisschop van Keulen. Hij was afkomstig uit een klein adellijk geslacht uit de Nederlanden. Reeds tijdens de regeerperiode van zijn voorganger Walram van Gulik was hij actief als secretaris van de aartsbisschop en was een van zijn belangrijkste raadgevers. Na de dood van Walram van Gulik, werd Willem van Gennep tegen de wil van keizer Karel IV verkozen. Hij verkreeg vooral steun van Brabant en Frankrijk. Paus Clemens VI benoemde hem op 18 december 1349. Hij slaagde er op korte tijd in om het keurvorstendom op economisch gebied te stabiliseren. Hij onderhield politieke betrekkingen met Frankrijk, Engeland en het noordwesten van Europa en werkte in 1356 mede aan de Gouden Bul van Karel IV. Zijn werkzaamheden putten zijn lichaam echter zodanig uit dat hij al in 1362 overleed. Willem bevorderde de bouw van de dom van Keulen. Om deze te financieren verkocht hij pauselijke aflaten.